# Manuel (II) de Sousa Carvalho
Manuel de Sousa Carvalho (m. 1814) foi um prelado português.

## Biografia
D. Manuel de Sousa Carvalho foi nomeado Bispo de Beja a 19 de Dezembro de 1814, falecendo antes de tomar posse. Deveria suceder o arcebispo de Évora D. Frei Joaquim do Rosário, que tinha jurisdição sobre Beja desde 1808. A 22 de Janeiro de 1818, D. João VI de Portugal elegeu como bispo D. José Joaquim da Cunha de Azeredo Coutinho, que era Bispo de Elvas, mas não aceitou a nomeação.